# Littoralzellangiom

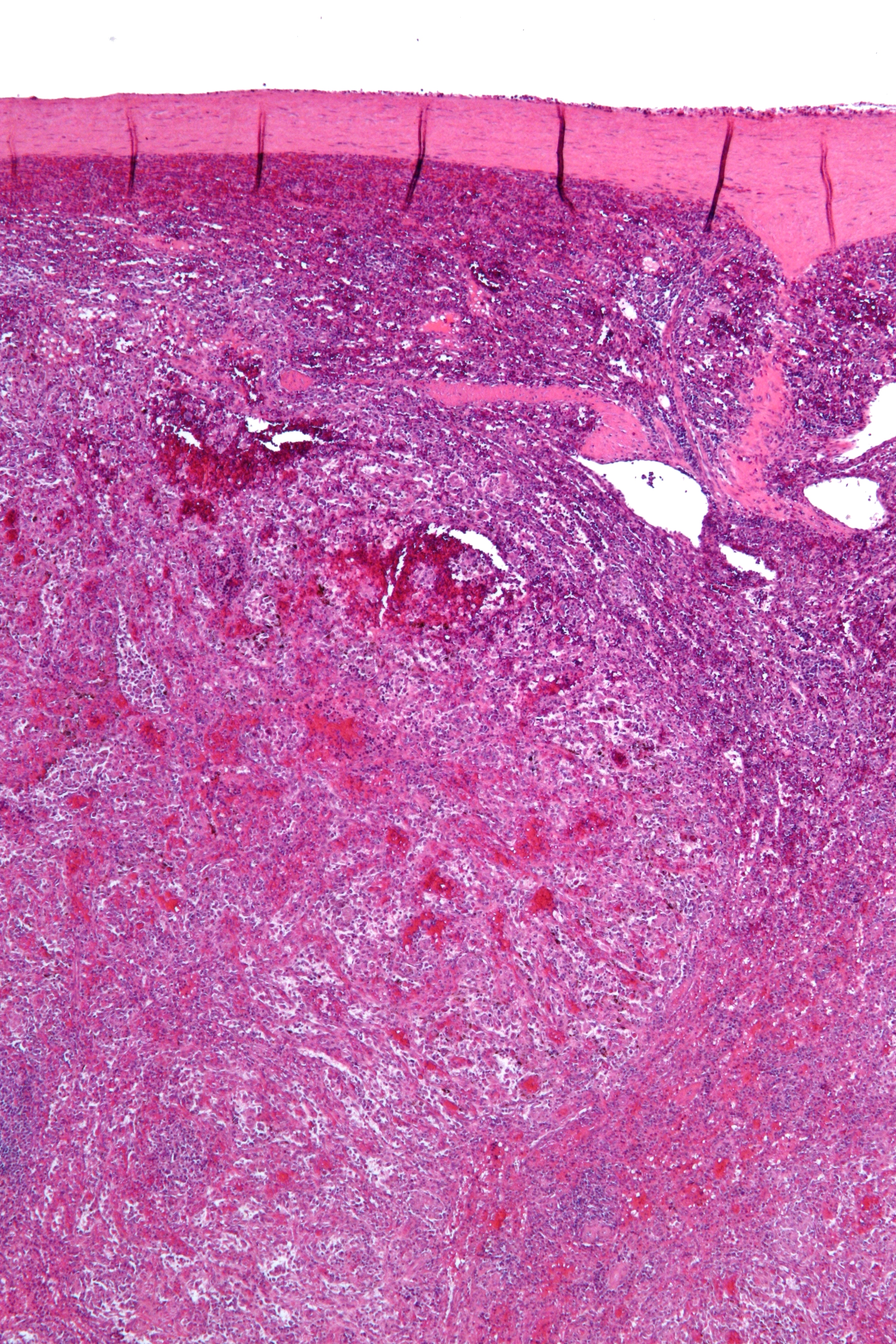
Mikrofoto eines Littoralzellangioms. HE-Färbung.

Das Littoralzellangiom (engl. littoral cell angioma) ist ein gutartiger Tumor ausgehend von den Littoralzellen, welche die Sinusoide in der roten Pulpa der Milz auskleiden. Die Erstbeschreibung erfolgte 1991 durch S. Falk u. a., nachdem er 200 Milztumore untersuchte. Der Name leitet sich von Wandzellen im Milzsinus der roten Pulpa ab, die oft auch als „Uferzellen“ bezeichnet werden. Der Begriff Uferzellen wurde von Falk u. a. mit „littoral cells“ übersetzt.

## Charakteristika
Ein Littoralzellangiom kann per Definition nur in der Milz auftreten, da nur dort Littoralzellen vorliegen. Insgesamt ist dies eine sehr seltene Erkrankung, von der bisher weniger als 200 Fälle in der Literatur beschrieben sind. Die Ursache für diese Erkrankung ist bisher noch nicht vollständig geklärt. Ein Zusammenhang mit anderen Tumoren oder Autoimmunerkrankungen wird diskutiert, ist aber nicht ausreichend belegt. Bei Erstmanifestation sind die Patienten im Mittel 50 Jahre alt. Männer und Frauen sind gleich häufig betroffen. Eine maligne Entartung ist als extrem selten beschrieben. Da die Milz jedoch im Verlauf der Erkrankung stark an Größe zunehmen kann, wird eine Splenektomie empfohlen. Aufgrund des gutartigen Charakters ist die Prognose nach erfolgreichem Eingriff sehr gut.

## Symptomatik
Rund 50 % der Patienten sind asymptomatisch. Die andere Hälfte zeigt verschiedene Symptome wie beispielsweise Splenomegalie, Thrombozytopenie, Anämie, Bauchschmerzen, Fieber oder Gewichtsverlust. Rund ein Drittel der Patienten hat gleichzeitig andere autoimmune oder metabolische Erkrankungen. Rund die Hälfte der Patienten weist gleichzeitig andere Tumore auf. Aufgrund dieser Assoziation wird eine Dysregulation des Immunsystems als Ursache diskutiert.

## Diagnostik
In der Bildgebung sind zahlreiche kleine Knoten in der Milz zu sehen. Im Blutbild kann es zu einer Verringerung von Thrombozyten und Erythrozyten kommen, diese ist allerdings nur bei einem Teil der Patienten zu sehen und nicht beweisend für die Erkrankung. Die Diagnose kann meist erst endgültig bestätigt werden, nachdem die Milz entfernt wurde (Splenektomie). Mikroskopisch beweisend ist eine irreguläre Proliferation Blut gefüllter Kanäle deren Auskleidung negativ für CD34 sind. Weitere morphologische und immunhistochemische Eigenschaften (CD68, CD31) können die Diagnose weiter sichern.